# Hyloxalus littoralis
Espèce
Synonymes
- Colostethus littoralis Péfaur, 1984

Statut de conservation UICN

 LC  : Préoccupation mineure
Hyloxalus littoralis est une espèce d'amphibiens de la famille des Dendrobatidae.

## Répartition
Cette espèce est endémique du Pérou. Elle se rencontre de 665 à 2 800 m d'altitude dans les régions de Lima, Ancash et Huánuco.
La population du niveau de la mer à Chorrillos dans la province de Lima où elle avait été découverte, après y avoir été introduite semble éteinte,.

## Description
La femelle holotype mesure 25,0 mm.

## Publication originale
- Péfaur, 1984 : A new species of dendrobatid frog from the coast of Peru. Journal of Herpetology, vol. 18, no 4, p. 492-494.